# Suter Industries

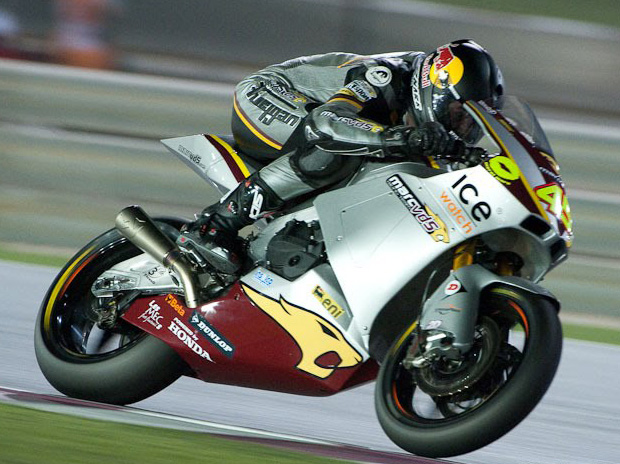
Scott Redding 2010 auf Suter-MMX

Logo von Suter Racing Technology

Die Suter Industries AG ist ein international tätiges Schweizer Unternehmen mit Sitz in Turbenthal im Bezirk Winterthur, welches auf die Projektierung, Entwicklung und Fertigung von Hightech-Produkten für industrielle Anwendungen sowie den Motorsport spezialisiert ist.

## Geschichte
Der Firmengründer Eskil Suter war in den 1990er Jahren als Fahrer in der Motorrad-Weltmeisterschaft aktiv und gründete das Unternehmen 1996 als Suter Racing Products. Von Beginn an positionierte sich Suter Racing im internationalen Motorradrennsport mit leistungsstarken Motoren, Chassissystemen, Kupplungssystemen und diversen Anbauteilen. Später wurde das Betätigungsfeld auf global vermarktete Prototypen, Antriebssysteme und Konzeptfahrzeuge erweitert.
In der Vergangenheit war Suter Racing an der Entwicklung von Rennmotorrädern verschiedener Klassen beteiligt. So wirkte man unter anderem an der 500-cm³-Maschine MuZ 500 von MZ, die Eskil Suter selbst in der WM pilotierte, der Petronas FP1, die von Carl Fogarty in der Superbike-Weltmeisterschaft eingesetzt wurde, des 250-cm³-Fantic-Grand-Prix-Prototypen sowie der MotoGP-Maschinen Ilmor SRT X³ und Kawasaki Ninja ZX-RR mit.
Von 2010 bis 2018 das Unternehmen als Suter Racing Technology mit der Suter-MMX in der 2010 ins Leben gerufenene Moto2-Klasse der Motorrad-Weltmeisterschaft vertreten. Man rüstete im ersten Jahr 13 Stammfahrer aus, fuhr mit Shōya Tomizawa, Jules Cluzel, Roberto Rolfo und Stefan Bradl vier Siege ein und gewann die erste Moto2-Konstrukteursweltmeisterschaft. In der folgenden Saison verteidigte man diesen Titel erfolgreich. Auch 2012 wurde Suter Konstrukteursweltmeister in der Moto2-Klasse und stellte mit dem spanischen Piloten Marc Márquez außerdem erstmals auch den Fahrerweltmeister.
2013 war das neue Chassis von Konkurrent Kalex der Suter überlegen, die Aspar-Piloten Nicolás Terol und Jordi Torres gewannen dennoch vor vier Rennen auf Suter. 2014 folgten noch zwei Suter-Siege durch das Interwetten-Paddock-Team mit Thomas Lüthi und einen durch das Technomag-carXpert-Team mit Dominique Aegerter. Doch nachdem diese beiden Teams sich für ein Joint Venture entschlossen hatten, wechselten auch sie zu Kalex.
Im November 2015 gab Suter bekannt, sich aus der Moto2-Klasse zurückzuziehen. Für die Saison 2016 wurde keine Konstrukteurslizenz mehr gelöst. Das Engagement in der Moto3-Klasse mit Mahindra war von dieser Entscheidung nicht betroffen.
Im Jahr 2016 wurde Suter Racing Technology in Suter Industries umbenannt.
2017 kehrte Suter als Konstrukteur zurück.

## Statistik in der Motorrad-Weltmeisterschaft

### Fahrerweltmeistertitel
Marc Márquez (1)
- Weltmeister in der Moto2-Klasse: 2012

### Konstrukteursweltmeistertitel
- Weltmeister in der Moto2-Klasse: 2010, 2011, 2012

### Konstrukteurs-WM-Ergebnisse
MotoGP-Klasse
- 2012 – Achter (als Motorenhersteller für Ioda)
- 2013 – Siebter (als Motorenhersteller für Ioda)

Moto2-Klasse
- 2010 – Weltmeister
- 2011 – Weltmeister
- 2012 – Weltmeister
- 2013 – Zweiter
- 2014 – Zweiter
- 2015 – Vierter
- 2016 – Vierter
- 2017 – Dritter
- 2018 – Fünfter

Moto2-Klasse mit Caterham als Partner
- 2014 – Dritter

Moto3-Klasse
- 2012 – Vierter (mit Honda als Motorenhersteller)
- 2013 – Fünfter (mit Honda als Motorenhersteller)

## Antriebssysteme
Suter Racing übernimmt Entwicklungsaufträge für verschiedenste Prototypen-Antriebssysteme. Ein bekanntes Beispiel dafür ist das Hydraulikaggregat für Alinghis America’s-Cup-Segelboot-Katamaran Alinghi 5. Dieses Aggregat, angetrieben durch einen Benzinmotor, diente beim 33. America’s Cup 2010 als Kraftquelle für die Hydraulik der Winschen sowie zum Pumpen von Ballastwasser.